# Nova Galicia Edicións
Nova Galicia Edicións es una editorial española radicada en Galicia.

## Historia
Fundada en Vigo el año 1984 por Carlos del Pulgar y con el objetivo de recuperar documentos históricos para a su edición facsimilar —como pueden ser A Nosa Terra (1916), Galeuzca, A Fouce y otras— y de promover el arte y, en general, la cultura de Galicia, tanto dentro del país como más allá de sus fronteras. 
En 1997 comenzó los proyectos "Artistas Pintores", "Artistas Arquitectos" y "Artistas Escultores" que, a día de hoy (2018), tiene publicados 30 volúmenes dedicados a los artistas más importantes de todos los tiempos (más de 500 en total).
También edita catálogos de exposiciones y monografías de grandes artistas internacionales. 
En el año 2003 inició su primera incursión en el mundo del libro infantil y juvenil, no solo de narrativa y libros ilustrados, sino también de libros didácticos.

## Premios
En el año 2004 ganó el Premio al Libro Mejor Editado en la categoría de Arte, del Ministerio de Cultura de España, por la obra Quessada. Arte e liberdade.